# Dmitrij Timofejev
Dmitrij Vjačeslavovič Timofejev (rusky: Дмитрий Вячеславович Тимофеев, * 7. března 1993 Jekatěrinburg) je ruský reprezentant ve sportovním lezení, vítěz Světových her a juniorský vicemistr světa v lezení na rychlost.

## Výkony a ocenění
- 2012: 3. místo na mistrovství světa
- 2012: 2. místo v celkovém hodnocení Evropského poháru juniorů
- 2012: nominace na světové hry 2013 (za 2. místo na MSJ), kde zvítězil
- 2018: třetí zlatá medaile ze závodu světového poháru

### Rekordy v lezení na rychlost
nestandardní tratě
15 m standardní trať

### Závodní výsledky
| Světové hry | Světové hry |
| Rok         | 2013        |
| ----------- | ----------- |
| Rychlost    | 1           |

| Mistrovství světa | Mistrovství světa | Mistrovství světa | Mistrovství světa |
| Rok               | 2012              | 2014              | 2016              |
| ----------------- | ----------------- | ----------------- | ----------------- |
| Rychlost          | 3                 | 16                | 9                 |

| Světový pohár       | Světový pohár | Světový pohár | Světový pohár | Světový pohár | Světový pohár | Světový pohár | Světový pohár |
| Rok                 | 2012          | 2013          | 2014          | 2015          | 2016          | 2017          | 2018          |
| ------------------- | ------------- | ------------- | ------------- | ------------- | ------------- | ------------- | ------------- |
| Rychlost            | 14            | 8             | 19            | 23            | 7             | 14            | 2             |
| jednotlivě* (3/2/1) | Zlatá medaile |               |               |               | Zlatá medaile | ,5,5,16,15,   | „,4,,11,,,15  |

* poznámka: nalevo jsou poslední závody v roce
| Mistrovství Evropy | Mistrovství Evropy | Mistrovství Evropy | Mistrovství Evropy |
| Rok                | 2013               | 2015               | 2017               |
| ------------------ | ------------------ | ------------------ | ------------------ |
| Rychlost           | 23                 | 7                  | 7                  |

| Mistrovství světa juniorů | Mistrovství světa juniorů |
| Rok                       | 2012 junioři              |
| ------------------------- | ------------------------- |
| Rychlost                  | 2                         |

| Evropský pohár juniorů | Evropský pohár juniorů |
| Rok                    | 2012                   |
| ---------------------- | ---------------------- |
| Rychlost               | 2                      |
| jednotlivě*            | -,,,-                  |

* poznámka: nalevo jsou poslední závody v roce